# Bagnasco
Bagnasco – miejscowość i gmina we Włoszech, w regionie Piemont, w prowincji Cuneo.
Według danych na rok 2004 gminę zamieszkiwało 1012 osób, 32,6 os./km².